# Pugu
Pugu ( luz en la noche ) es el dios del sol y de la justicia en la mitología siberiana. Es venerado como el defensor de los oprimidos y castigador de los malos actos. Destruye a los demonios del mal con su sol batiente, con la esperanza de llevar la paz a su tierra. Esta sección del texto se concibió desde el libro sagrado hura.